# Championnat de France de football américain 1996
Navigation
Saison 1995 Saison 1997
La saison 1996 du casque de diamant est la 15e saison du championnat de France de football américain. Elle voit le sacre des Mousquetaires du Plessis-Robinson.

## Classement général
| Qualifié en play-offs |

| Relégué en casque d'or |

| Poule A               |      |      |      |     |          |            |
| Club                  | Vic. | Nuls | Déf. | Pts | Pts pour | Pts contre |
| Argonautes d'Aix      | 6    | 0    | 1    | 19  | 210      | 133        |
| Iron Mask de Cannes   | 2    | 0    | 5    | 11  | 255      | 236        |
| Centaures de Grenoble | X    | X    | X    | X   | X        | X          |
| Team Paris            | 0    | 0    | 3    | 3   | 23       | 110        |

| Poule B                  |      |      |      |     |          |            |
| Club                     | Vic. | Nuls | Déf. | Pts | Pts pour | Pts contre |
| Mousquetaires du Plessis | 7    | 0    | 1    | 22  | 205      | 47         |
| Fighters de Croissy      | 6    | 0    | 2    | 20  | 269      | 155        |
| Flash de la Courneuve    | 3    | 0    | 5    | 14  | 194      | 25         |
| Caïmans 72 du Mans       | 1    | 0    | 8    | 11  | 109      | 294        |

## Calendrier / Résultats
| 1re journée (3 mars 1996) - Argonautes 40 - 28 Iron Mask - Caïmans 12 - 42 Flash - Mousquetaires 20 - 14 Fighters 2e journée (9 mars 1996) - Flash 33 - 39 Mousquetaires - Fighters 50 - 12 Caïmans - Team Paris 20 - 41 Argonautes 3e journée (16 et 17 mars 1996) - Fighters 36 - 13 Flash - Mousquetaires 18 - 0 Caïmans - Iron Mask 48 - 0 Team Paris 4e journée (30 et 31 mars 1996) - Flash 39 - 36 Iron Mask - Argonautes 27 - 6 Caïmans 5e journée (4 avril 1996) - Mousquetaires 35 - 12 Flash 6e journée (7 avril 1996) - Mousquetaires 15 - 8 Argonautes - Team Paris 3 - 21 Caïmans - Iron Mask 28 - 41 Fighters (1) Forfait de Team Paris. |  | 7e journée (14 avril 1996) - Argonautes Forfait(1) Team Paris - Caïmans 12 - 41 Fighters 8e journée (20 et 21 avril 1996) - Flash 41 - 7 Caïmans - Fighters 26 - 16 Mousquetaires - Iron Mask 28 - 47 Argonautes 9e journée (5 mai 1996) - Caïmans 27 - 52 Iron Mask - Mousquetaires Forfait(1) Team Paris 10e journée (11 mai 1996) - Flash 0 - 7 Argonautes - Team Paris Forfait(1) Flash - Iron Mask 35 - 42 Mousquetaires 11e journée (18 et 19 mai 1996) - Flash 14 - 25 Fighters - Team Paris Forfait(1) Iron Mask - Caïmans 12 - 20 Mousquetaires 12e journée (25 mai 1996) - Argonautes 40 - 36 Fighters |

## Play-offs

### Demi-finales
- 1er juin 1996 :

Mousquetaires 35 - 28 Iron Mask
- 9 juin 1996 :

Argonautes 33 - 14 Fighters

### Finale
- 16 juin 1996 à Paris au Stade Charléty :

Mousquetaires 23 - 19 Argonautes

## Sources
- (fr) Conf’Ouest
- (fr) Elitefoot